# Rémy Martin
Rémy Martin (Aubenas, 10 maggio 1979) è un rugbista a 15 francese, gioca principalmente come flanker.

## Biografia
Cresciuto rugbisticamente nell'Aubenais, club della sua città natale, ebbe il suo debutto professionistico nel 2000 con la maglia del Mont-de-Marsan e, nel 2001, passò allo Stade Français, sotto la guida tecnica di Nick Mallett prima, e di Fabien Galthié poi.
Esordì in Nazionale nel 2002, nel Sei Nazioni contro l'Inghilterra.
Impegnato saltuariamente (20 presenze in 5 stagioni), vinse il Torneo 2006, e partecipò alla Coppa del Mondo di rugby 2007 in Francia: un errore che mandò in meta Ignacio Corleto nel match d'apertura contro l'Argentina fece perdere a Martin il posto di titolare e, nel corso della competizione, disputò altri due incontri, gli ultimi a tutt'oggi della sua carriera internazionale, entrambi da subentrato.
Dall'estate 2008 Martin militò nel Bayonne. Nel 2011 lasciò l'Bayonne ed entrò a far parte della rosa del Montpellier, dove ha trovò il suo ex allenatore Fabien Galthié. Fu costretto ad interrompere la sua carriera il 13 gennaio 2015 a seguito di una doppia ernia del disco, tuttavia, decise di ritornare in campo nel giugno 2017 e di giocare in Federal 2 con l'AS Bédarrides club Châteauneuf-du-Pape.
Professionalmente gestisce due centri commerciali a Orange e Nîmes.

## Palmarès
- Campionati francesi: 3
Stade français: 2002-03, 2003-04, 2006-07